# Amtsleiter der NSDAP
Amtsleiter der NSDAP wurde ein Funktionärstitel genannt, der seit 1932 den ranghöchsten Posten innerhalb der Politischen Organisation der NSDAP darstellte.
Zusammen mit Adolf Hitler als Vorstand des Nationalsozialistischen Arbeitervereins e.V. bildeten damals die Amtsleiter offiziell die Reichsleitung der NSDAP. Es wurde in Gauamts- und Reichsamtsleiter unterschieden.
Zu Amtsleitern wurden durch Adolf Hitler ernannt:
- 14. Dezember 1932: Robert Ley und Richard Walther Darré
- 15. Dezember 1932: Rudolf Heß
- 1933: Albert Bormann (Bruder von Martin Bormann)
- 1934: Alfred Baeumler